# Brigitte Sölch
Brigitte Sölch (* 1969 in Kempten) ist eine deutsche Kunst- und Architekturhistorikerin.

## Biografie
Sölch absolvierte  von 1991 bis 1997 ein Magisterstudium der Kunstgeschichte, Klassischen Archäologie und Psychologie an der Universität Augsburg und in München. Nach einem zweijährigen Forschungsaufenthalt in Rom und einem wissenschaftlichen Volontariat am Museum für Neue Kunst | ZKM Karlsruhe wurde sie 2003 bei dem Kunsthistoriker Andreas Tönnesmann und dem Archäologen Valentin Kockel promoviert mit einer von der Studienstiftung des deutschen Volkes und der Gerda Henkel Stiftung geförderten Studie zu „Francesco Bianchini (1662–1729) und die Anfänge öffentlicher Museen in Rom“. Sie war wissenschaftliche Assistentin am Lehrstuhl für Kunst- und Bildgeschichte der Universität Augsburg. Sie war zehn Jahre (2008 bis 2018) am Kunsthistorischen Institut in Florenz (Max-Planck-Institut) tätig, zunächst als PostDoc-Stipendiatin, dann als wissenschaftliche Mitarbeiterin (Direktion Alessandro Nova) sowie Co-Leiterin der diachronen Forschungsprojekte „Piazza e Monumento“ und „Ethik und Architektur“. Sie war Lehrbeauftragte an der Humboldt-Universität in Berlin und vertrat von 2016 bis 2017 die Professur für Kunstgeschichte der Frühen Neuzeit (mit einem Schwerpunkt in der Architektur) an der Ruhr-Universität Bochum. Nach der Habilitation 2018 am Institut für Kunst- und Bildgeschichte der Humboldt-Universität zu Berlin und einem Ruf an die BTU Cottbus-Senftenberg folgte sie einem Ruf auf die Professur für Architekturgeschichte und -theorie | Designgeschichte an der Staatlichen Akademie der Bildenden Künste Stuttgart und nahm das Weinberg Fellowship in Architectural History and Preservation an der Italian Academy for Advanced Studies der Columbia University in New York wahr. Seit April 2021 ist Sölch Professorin für Architektur- und Neuere Kunstgeschichte an der Universität Heidelberg (von April 2023 bis März 2025 Institutssprecherin).
Sölch arbeitete an mehr als zehn Ausstellungen mit. Ihre zwischen Früher Neuzeit und Moderne/Gegenwart angesiedelten Forschungsschwerpunkte und -interessen sind: Bild- und Architekturgeschichte mit Bezug zur (politischen) Ideengeschichte, Architektur- und Stadtbild: Image – Projektion – Konflikt, Kunst und Öffentlichkeit, Sammlungs- und Wissenschaftsgeschichte, ostasiatische Kunstgeschichte und Architektur, frühe Architektur- und Raumforschung von Kunsthistorikerinnen und Architektinnen, Struggle for Democracy (Forum, Agora; City Hall seit den 1950er Jahren), Architektur, Raum und Recht/Justiz sowie Architektur, Skulptur und Sklavenbildnisse.

## Mitgliedschaften (Auswahl)
Sölch ist Gründungsmitglied der AG „Kunsthistorikerinnen vor 1970: Wege – Methoden – Kritiken“ (UV, seit 2018), Co-Verantwortliche des DFG-Netzwerks „Wege – Methoden – Kritiken: Kunsthistorikerinnen 1880–1970“ (seit 2019/2020, HU Berlin), im Fachbeirat der „Kritischen Berichte“ und Mitherausgeberin der Zeitschrift für Kunstgeschichte (seit 2021). Sie ist zudem Vorstandsmitglied des „Verein zur Förderung des Kunsthistorischen Instituts Florenz - Max-Planck-Institut“ (seit 2019),  Mitglied des „Center for Critical Studies in Architecture. History, Theory and Media“ (seit 2020), im Auswahlausschuss zur Vergabe von Humboldt-Forschungsstipendien der Alexander von Humboldt-Stiftung (seit 2023), Mitglied des Senats- und Bewilligungsausschusses für Sonderforschungsbereiche der DFG (seit 2024) und Stellvertretende Vorsitzende des Heidelberger Kunstvereins (seit 2024).

## Schriften (Auswahl)

### Monographien
- Francesco Bianchini (1662–1729) und die Anfänge öffentlicher Museen in Rom. München 2007, ISBN 3-422-06633-0.

### Als Herausgeberin
- mit Katharina Lee Chichester (Hrsg.): Kunsthistorikerinnen 1910–1980. Theorien, Methoden, Kritiken. Bd. 1. Berlin: Reimer Verlag 2021, ISBN 978-3-496-01636-6.
- mit Jo Ziebritzki und Anja Zimmermann (Hrsg.): Die Kunsthistorikerin? Bilder und Images (= kritische berichte 04.2021), ISSN 0340-7403.
- mit Stephanie Hanke (Hrsg.): Projektionen. Der Platz als Bildthema (I Mandorli. Forschungsprojekt „Piazza e monumento“; 5), Berlin/München: Deutscher Kunstverlag 2020, ISBN 978-3-422-98135-5
- mit Elmar Kossel (Hrsg.): Platz-Architekturen. Kontinuität und Wandel öffentlicher Stadträume vom 19. Jahrhundert bis in die Gegenwart (I Mandorli. Forschungsprojekt „Piazza e monumento“; 4), Berlin/München: Deutscher Kunstverlag 2018, ISBN 3-422-07457-0.
- mit Valentin Kockel (Hrsg.): Francesco Bianchini (1662-1729) und die europäische gelehrte Welt. Berlin 2005, ISBN 3-05-004133-1.
- mit Gabriele Bickendorf und Andrea Potdevin (Hrsg.): Universität Augsburg 35 Jahre. Der Campus und seine Bauten. Augsburg 2005, ISBN 3-89639-465-7.

## Auszeichnungen
- Premio Federico Zeri per la ricerca in storia dell’arte italiana, 2005, Rom, Villa Medici[6]

- Preis der Universitätsstiftung, 2005, Universität Augsburg[7]